# 퍼시픽 노스웨스트 국립연구소

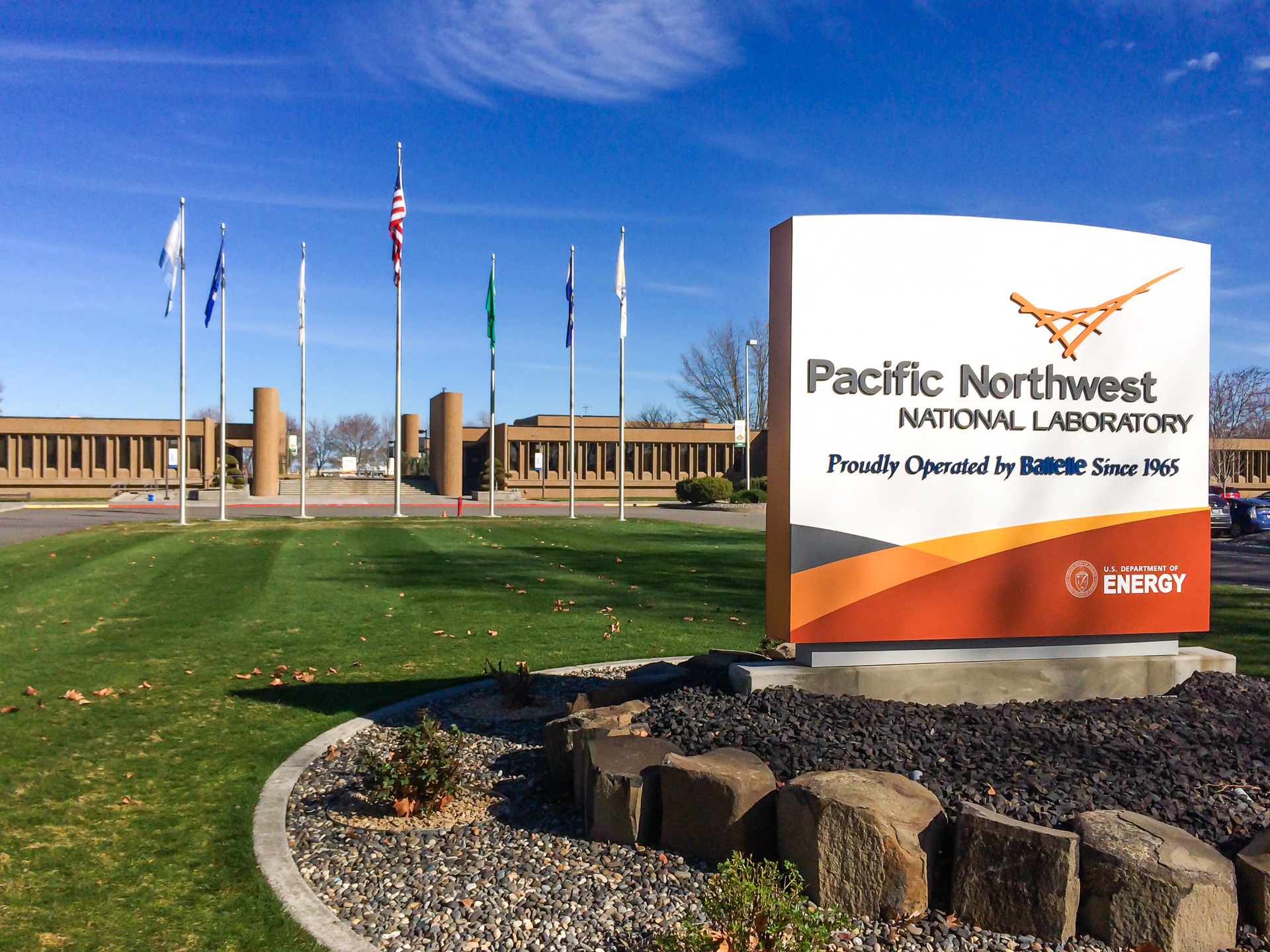

퍼시픽 노스웨스트 국립 연구소(Pacific Northwest National Laboratory; PNNL)는 미국 에너지부 (U.S. Department of Energy) 산하 국립 연구소 중의 하나이며, 워싱턴주 리치랜드에 위치하고 있다. 세계 2차 대전 당시 맨하튼 프로젝트에 참여했던 핸포드 지역의 핵물질 처리 연구를 위해 1965년에 세워진 이 연구소는 현재 비영리재단인 Battelle에서 운영을 감독하고 있으며, 미국 에너지부 및 기타 정부기관들로부터 연구비를 지원받아 환경&에너지, 국가보안, 생명과학, 재료, 촉매, 핵폐기물 분야 등에서 활발한 연구를 수행하고 있다. 2009년 현재 약 4650여명에 이르는 인원이 이 연구소에 속해 있으며 당해 운영 예산은 약 10억달러였다.